# Respuesta del gobierno estadounidense a los atentados del 11 de septiembre

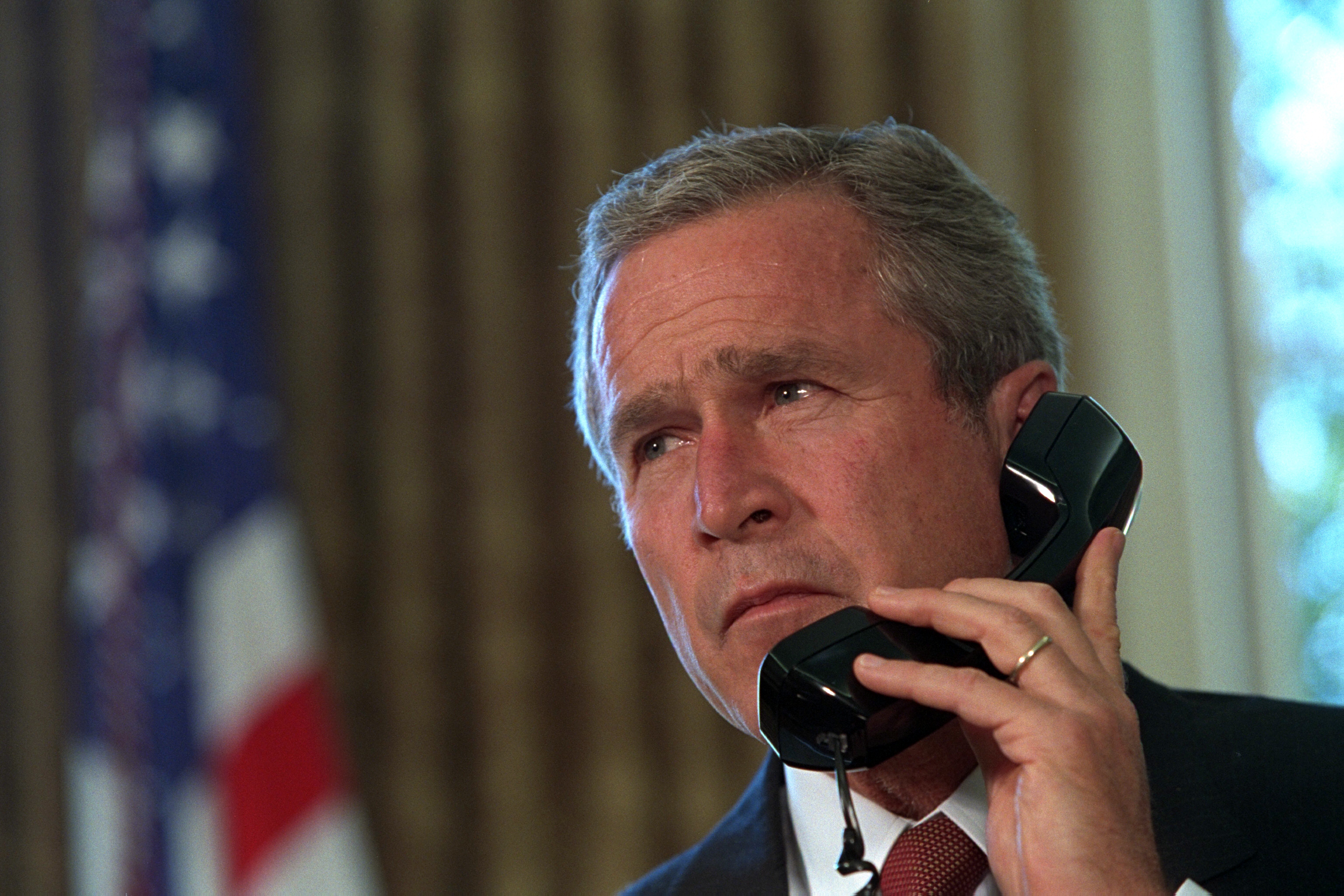
El presidente Bush habla con el gobernador de Nueva York, George Pataki, y el alcalde de Nueva York, Rudy Giuliani, dos días después de los atentados del 11 de septiembre, el 13 de septiembre de 2001.

Tras los atentados del 11 de septiembre de 2001, el gobierno de los Estados Unidos respondió iniciando operaciones inmediatas de rescate en el sitio del World Trade Center, suspendiendo los vuelos civiles, y comenzando una respuesta a largo plazo que incluyó investigaciones oficiales, cambios legislativos, acciones militares y proyectos de restauración.
Inmediatamente después de los atentados, se lanzaron masivas operaciones de búsqueda y rescate, y las investigaciones sobre terrorismo condujeron a la declaración de la Guerra contra el terrorismo, que dio inicio a enfrentamientos militares en Afganistán e Irak. La «Comisión del 11-S» examinó las causas y motivos de los atentados, y publicó sus hallazgos en el «9/11 Commission Report».
Como resultado de los atentados, el gobierno federal de EE. UU. promulgó la Ley de Seguridad Nacional de 2002, creando el Departamento de Seguridad Nacional, y la Ley Patriota, para ayudar a detectar y perseguir el terrorismo y otros delitos. Los esfuerzos posteriores de limpieza y restauración llevaron a la reconstrucción del Bajo Manhattan, y las subvenciones federales apoyaron el desarrollo del Memorial y Museo Nacional del 11 de Septiembre, ambos inaugurados a principios de la década de 2010.

## Investigaciones

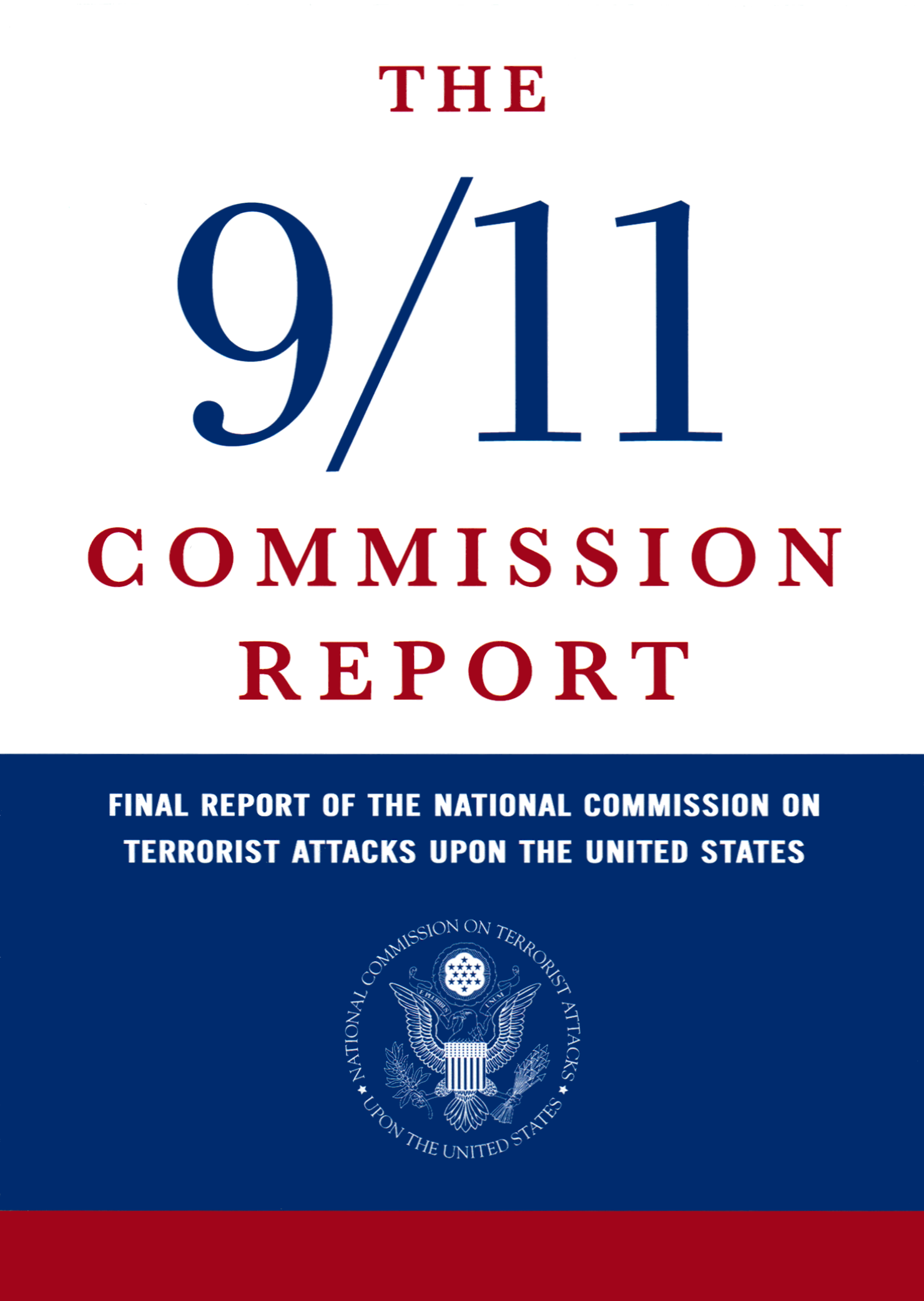
El Informe de la Comisión del 11-S, elaborado por la Comisión del 11-S, se publicó el 22 de julio de 2004.

### Informe de la Comisión del 11-S
La «Comisión Nacional sobre los Ataques Terroristas contra los Estados Unidos», conocida como la Comisión del 11-S y presidida por el ex gobernador de Nueva Jersey Thomas Kean, se formó a finales de 2002 para preparar un relato completo de las circunstancias que rodearon los atentados, incluyendo la preparación para estos y la respuesta inmediata. El 22 de julio de 2004, la comisión publicó sus hallazgos en el «9/11 Commission Report».

### Revisión interna de la CIA
La Oficina del Inspector General de la Agencia Central de Inteligencia realizó una revisión interna del desempeño de la CIA antes de los atentados del 11 de septiembre y fue muy crítica con los altos funcionarios de la CIA por no haber hecho todo lo posible para enfrentar el terrorismo, incluyendo no detener a dos de los secuestradores del 11-S, Nawaf al-Hazmi y Khalid al-Mihdhar, cuando ingresaron a los Estados Unidos, y por no compartir información sobre estos dos hombres con el FBI.

### Colapso del World Trade Center

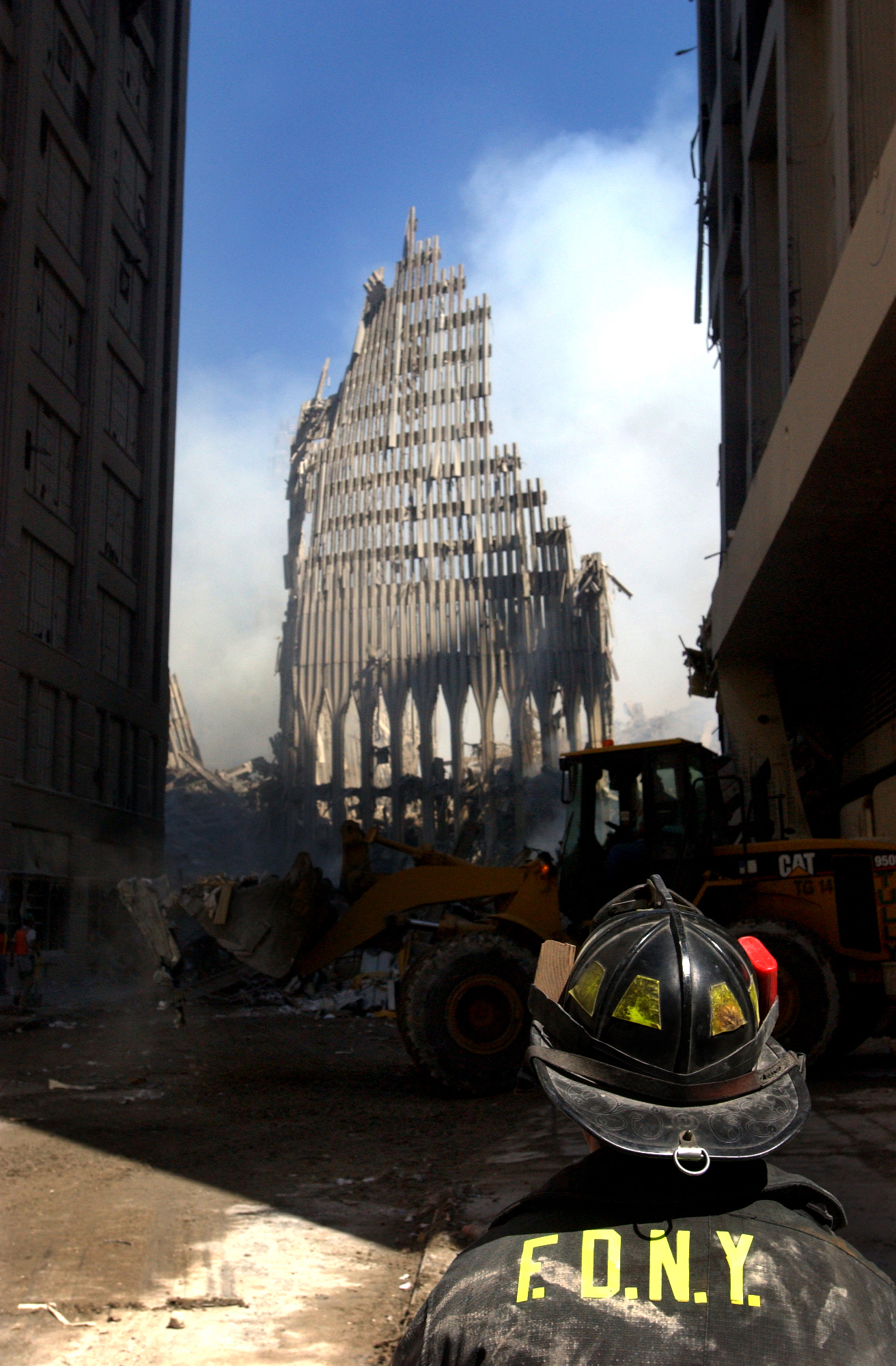
Un bombero del Departamento de Bomberos de Nueva York observa los restos de la Torre Sur el 13 de septiembre de 2001, dos días después de los atentados.

Una investigación técnica federal sobre la seguridad de los edificios y la seguridad contra incendios del colapso de las Torres Gemelas fue realizada por el Instituto Nacional de Estándares y Tecnología (NIST) del Departamento de Comercio de los Estados Unidos. Los objetivos de esta investigación fueron examinar la construcción de edificios, los materiales utilizados y las condiciones técnicas que contribuyeron al resultado del desastre del WTC. La investigación sirvió como base para:
- Mejoras en la forma en que se diseñan, construyen, mantienen y utilizan los edificios.
- Herramientas y guías mejoradas para la industria y los funcionarios de seguridad.
- Revisiones a los códigos, estándares y prácticas de construcción y contra incendios.
- Mejora de la seguridad pública.

El informe se completó el 6 de abril de 2005, concluyendo que el revestimiento ignífugo de las infraestructuras de acero de las Torres Gemelas fue desprendido por el impacto inicial de los aviones y que, de no haber ocurrido esto, las torres probablemente habrían permanecido en pie. Los incendios debilitaron las cerchas que soportaban los pisos, haciéndolos ceder. Los pisos cedidos tiraron de las columnas de acero exteriores hasta el punto en que estas se doblaron hacia adentro. Con el daño a las columnas centrales, las columnas exteriores dobladas ya no pudieron soportar los edificios, lo que causó su colapso. Además, el informe afirmó que las escaleras de las torres no estaban adecuadamente reforzadas para proporcionar una evacuación de emergencia para las personas por encima de las zonas de impacto. El NIST indicó que el informe final sobre el colapso del WTC 7 aparecerá en un informe separado.

## Suspensión de vuelos civiles

Ilustración de los atentados del 11 de septiembre contra el World Trade Center con una vista vertical de los lugares de impacto. El derrumbamiento de las Torres Gemelas ha sido objeto de amplios estudios, análisis y comentarios por parte de expertos.

Por primera vez en la historia, todos los aviones civiles no esenciales en los Estados Unidos y varios otros países, incluido Canadá, fueron suspendidos de inmediato, dejando varados a decenas de miles de pasajeros en todo el mundo. La orden fue dada a las 9:42 por el gerente nacional de operaciones del Centro de Comando de la Administración Federal de Aviación, Ben Sliney. Según el «Informe de la Comisión del 11-S», «Esta fue una orden sin precedentes. El sistema de control de tráfico aéreo la manejó con gran destreza, ya que aproximadamente 4,500 aviones comerciales y de aviación general aterrizaron sin incidentes.»

## Activación de la continuidad del gobierno
Los planes de contingencia para la continuidad del gobierno y la evacuación de líderes fueron implementados casi inmediatamente después de los atentados. Sin embargo, el Congreso no fue informado de que los EE. UU. estaban bajo un estado de continuidad del gobierno hasta febrero de 2002.

## Rescate, recuperación y compensación
A las pocas horas de los atentados en Nueva York, se lanzó una operación masiva de búsqueda y rescate (SAR), que incluyó a más de 350 perros de búsqueda y rescate. Inicialmente, solo se encontraron unas pocas personas heridas en el lugar, y en las semanas siguientes se hizo evidente que no había sobrevivientes por encontrar. Solo se encontraron veinte sobrevivientes vivos entre los escombros.
Los esfuerzos de rescate y recuperación tomaron meses en completarse. Tomó varias semanas apagar los incendios que ardían en los escombros de los edificios, y la limpieza no se completó hasta mayo de 2002. Se instalaron plataformas de madera temporales para que los turistas vieran a las cuadrillas de construcción limpiando los enormes huecos donde alguna vez estuvieron las torres. Todas estas plataformas fueron cerradas el 30 de mayo de 2002.
Se establecieron muchos fondos de ayuda para asistir a las víctimas de los atentados, con la tarea de proporcionar asistencia financiera a los sobrevivientes y las familias de las víctimas. Para la fecha límite de compensación de víctimas del 11 de septiembre de 2003, se habían recibido 2,833 solicitudes de las familias de los fallecidos.

## Guerra contra el terrorismo
Tras los atentados terroristas, muchos ciudadanos estadounidenses creyeron que los atentados habían «cambiado el mundo para siempre». La administración Bush anunció una guerra contra el terrorismo, con el objetivo de llevar a Osama bin Laden y a Al Qaeda ante la justicia y prevenir la aparición de otras redes terroristas. Estos objetivos se lograrían mediante sanciones económicas y militares contra estados percibidos como albergadores de terroristas y aumentando la vigilancia global y el intercambio de inteligencia. Inmediatamente después de los atentados del 11 de septiembre, funcionarios estadounidenses especularon sobre una posible implicación de Saddam Hussein, lo cual posteriormente se demostró que era falso.
Dado que los atentados contra los Estados Unidos se consideraron dentro de los parámetros de su carta, la OTAN declaró el 12 de septiembre de 2001 que se cumplía el Artículo 5 del acuerdo de la OTAN, haciendo que la guerra contra el terrorismo de EE. UU. fuera la primera vez desde su creación que la OTAN participaría en una guerra «activa».
Osama bin Laden fue localizado por la inteligencia de EE. UU. en 2011 y fue asesinado en Abbottabad, Pakistán, por una unidad de operaciones especiales de EE. UU. el 2 de mayo de 2011.
En 2014, el presidente Barack Obama anunció el fin formal de la guerra en Afganistán. Sin embargo, las tropas estadounidenses no se retiraron por completo, ya que menos de 15,000 soldados permanecieron en el país.
Entre 2019 y el 30 de agosto de 2021, los presidentes Donald Trump y Joe Biden retiraron las 14,000 tropas estadounidenses restantes de Afganistán, marcando el fin oficial de la guerra de 2001-2021.
Ayman al-Zawahiri, otro planificador de los atentados que sucedió a Bin Laden como líder de Al Qaeda, fue asesinado por un ataque de dron estadounidense en Kabul, Afganistán, el 31 de julio de 2022.

## Arrestos
Tras los atentados, 762 sospechosos fueron detenidos en los Estados Unidos. El 12 de diciembre de 2001, Fox News informó que unos 60 israelíes estaban entre ellos. Según los investigadores federales, estos formaban parte de un esfuerzo de larga data para espiar a funcionarios del gobierno estadounidense. Un «puñado» de estos israelíes fueron descritos como militares o agentes de inteligencia israelíes activos.
En una carta al editor, Ira Glaser, exdirector de la ACLU, afirmó que ninguno de esos 762 detenidos fue acusado de terrorismo. «El informe del inspector general del Departamento de Justicia implica más que la violación de las libertades civiles de 762 no ciudadanos. También implica un enfoque disfuncional e ineficaz para proteger al público después del 11 de septiembre de 2001... Nadie puede estar más seguro arrestando a las personas equivocadas».

## Respuesta doméstica
Inmediatamente después de abrir la cacería de Osama bin Laden, el presidente Bush también visitó el Centro Islámico de Washington y pidió al público que viera a los árabes y musulmanes que viven en los Estados Unidos como patriotas estadounidenses. Sin embargo, la islamofobia, o el miedo, odio o prejuicio contra la religión del Islam o los musulmanes en general, aún aumentó. Se reportó que los incidentes de acoso y crímenes de odio contra musulmanes, árabes, personas del Medio Oriente y sudasiáticos aumentaron por un factor de más de 16 en los días posteriores a los atentados.
El Congreso aprobó y el presidente Bush firmó la Ley de Seguridad Nacional de 2002, creando el Departamento de Seguridad Nacional, representando la mayor reestructuración del gobierno de EE. UU. en la historia contemporánea. El Congreso aprobó la Ley Patriota, afirmando que ayudaría a detectar y perseguir el terrorismo y otros delitos. Los grupos de libertades civiles han criticado la Ley Patriota, diciendo que permite a las fuerzas del orden invadir la privacidad de los ciudadanos y elimina la supervisión judicial de las fuerzas del orden y la recolección de inteligencia doméstica. La administración Bush también invocó el 11-S como la razón para que la Agencia de Seguridad Nacional iniciara una operación secreta, «para espiar comunicaciones telefónicas y de correo electrónico entre los Estados Unidos y personas en el extranjero sin la aprobación de un tribunal».

### Sistema Nacional de Registro de Entrada-Salida de Seguridad (NSEERS)
El 6 de junio de 2002, el Fiscal General Ashcroft propuso regulaciones que crearían un programa de registro especial que requería que los hombres de 16 a 64 años, ciudadanos de naciones extranjeras designadas residentes en los EE. UU., se registraran en el Servicio de Inmigración y Naturalización (INS), verificaran su identidad, y fueran entrevistados, fotografiados y tomaran sus huellas dactilares. Llamado el Sistema Nacional de Registro de Entrada-Salida de Seguridad (NSEERS), comprendía dos programas: el seguimiento de llegadas y salidas por un lado, y los registros voluntarios de aquellos que ya estaban en los EE. UU., conocido como el programa de «llamada». El DOJ actuó bajo la autoridad de la Ley de Inmigración y Nacionalidad de 1952, que había autorizado un sistema de registro pero que se permitió caducar en la década de 1980 debido a preocupaciones presupuestarias. Ashcroft identificó a los requeridos para registrarse como «individuos de elevada preocupación de seguridad nacional que permanecen en el país por más de 30 días».
El procesamiento de llegadas como parte de su inspección aduanera comenzó en octubre de 2002. Inicialmente se centró en llegadas de Irán, Irak, Libia, Sudán y Siria. Manejó a 127,694 personas antes de ser eliminado gradualmente a medida que se implementaron procesos de inspección universal.
Los registros de «llamada» comenzaron en diciembre. Inicialmente se aplicó a nacionales de cinco países, Irán, Irak, Siria, Libia y Sudán, quienes debían registrarse para el 16 de diciembre de 2002. El 6 de noviembre, el Departamento de Justicia de los Estados Unidos estableció una fecha límite del 10 de enero para aquellos de otros 13 países: Afganistán, Argelia, Baréin, Eritrea, Líbano, Marruecos, Corea del Norte, Omán, Catar, Somalia, Túnez, Emiratos Árabes Unidos y Yemen. El 16 de diciembre, estableció una fecha límite del 21 de febrero para aquellos de Armenia, Pakistán y Arabia Saudita. Posteriormente incluyó a los de Egipto, Jordania, Kuwait, Indonesia y Bangladés. Finalmente incluyó a ciudadanos de 23 naciones con poblaciones mayoritariamente musulmanas, así como a Eritrea, que tiene una gran población musulmana, y Corea del Norte. No registrarse en una oficina del INS resultaba en deportación. Aquellos que se encontraban en violación de su visa podían pagar fianza mientras se procesaba su deportación. El programa registró a 82,880 personas, de las cuales 13,434 fueron encontradas en violación de sus visas. El programa fue eliminado gradualmente a partir de mayo de 2003.
El programa recibió una respuesta mixta. Algunos funcionarios gubernamentales declararon que el programa fue un éxito. Dijeron que en el curso de los programas combinados, registro al ingresar y el de residentes, habían arrestado a 11 sospechosos de terrorismo, encontrado a más de 800 sospechosos criminales o convictos deportables, e identificado a más de 9,000 extranjeros ilegales. El asesor general del DOJ, Kris Kobach, dijo: «Considero esto un gran éxito. El 11 de septiembre despertó al país al hecho de que una aplicación migratoria débil presenta una enorme vulnerabilidad que los terroristas pueden explotar». Los funcionarios del DOJ dijeron que menos del 5% de los que acudieron a las oficinas del INS para registrarse fueron detenidos. James W. Ziglar, exjefe del INS que dejó la agencia a principios de 2002, en parte debido a sus opiniones divergentes sobre el programa con Ashcroft, dijo que sus objeciones al programa habían sido probadas correctas: «Las personas que podían ser identificadas como terroristas no iban a presentarse. Este proyecto fue un enorme ejercicio y nos hizo usar recursos en el campo que podrían haber sido mucho mejor desplegados». «Como se esperaba, no obtuvimos nada de ello». Aunque los funcionarios de Seguridad Nacional dijeron que seis hombres presuntamente vinculados al terrorismo fueron arrestados como resultado del programa de llamada, esa afirmación fue cuestionada por la Comisión del 11-S, que encontró poca evidencia para respaldar esa afirmación.
En 2011, el DHS suspendió el programa por motivos de eficiencia, afirmando que toda la información de NSEERS ahora se recopilaba de otras fuentes. No abordó los costos de libertades civiles del programa y no se comunicó con aquellos perjudicados por el programa, según la ACLU. NSEERS fue finalmente terminado oficialmente en 2016 por la administración Obama para dificultar que el presidente electo Donald Trump lograra su objetivo de introducir un registro musulmán.